# كو زهو
كو زهو وهي مدينة في الصين تقع جنوب غرب محافظة جيجيانغ، يمر منها نهر كيانتينغ، تحد هانغتشو من الشمال و جينهوا من الشرق و ليشوي من جنوب شرق ومحافظات فوجيان وجيانغشي وآنهوي من الجنوب، الأوربيين أقاموا مستعمرات فرنسية فيها، ويبلغ عدد سكانها 2,456,100 نسمة ومساحتها 8,846 كلم مربع.